# Acanthocreagris leucadia
Acanthocreagris leucadia är en spindeldjursart som först beskrevs av Volker Mahnert 1972.  Acanthocreagris leucadia ingår i släktet Acanthocreagris och familjen helplåtklokrypare.

## Underarter
Arten delas in i följande underarter:
- A. l. epirensis
- A. l. leucadia